# 우에노히로코지역
우에노히로코지역(일본어: 上野広小路駅 우에노히로코지에키[*])은 도쿄도 다이토구에 있는 철도역이다. "마쓰자카야 앞"이 병기역명으로 표기되었다.

## 역 구조
상대식 승강장 2면 2선의 지하역.

### 승강장
| 1 | 긴자 선 | 긴자・아카사카미쓰케・시부야 방면 |
| 2 | 긴자 선 | 우에노・아사쿠사 방면             |

## 역 주변
- 나카오카치마치 역(도쿄 지하철 히비야 선)
- 우에노오카치마치 역(도쿄 도 교통국 지하철 오에도 선)
- 오카치마치역(야마노테 선)·(게이힌 도호쿠 선)

## 역사
- 1930년 1월 1일: 영업 개시.
- 2000년 12월 12일: 도영 오에도 선 우에노오카치마치 역 개업에 따라 당역 및 히비야 선 나카오카치마치 역과 환승 개시.

## 인접역
| 도쿄 메트로 3호선          | 도쿄 메트로 3호선 | 도쿄 메트로 3호선        |
| -------------------------- | ----------------- | ------------------------ |
| G14 스에히로초 시부야 방면 | 긴자 선           | G16 우에노 아사쿠사 방면 |